# Sankt Knuts Gille i Landskrona
Sankt Knuts Gille i Landskrona är ett av de medeltida skånska Knutsgillen, vilka återupprättats i modern tid. Gillet återinvigdes år 1944 och var därmed det första gillet att återuppstå under 1900-talet.

## Det medeltida gillet
Även om Landskrona fick sina stadsprivilegier först omkring år 1413 förefaller dess Knutsgille att ha grundats betydligt tidigare. Gillet skall ha varit representerat redan vid den stora åldermannasynoden i Skanör 1256, och det har förmodats att det då representerade byn Södra Säby vilken låg på nuvarande Landskronas plats. 
Källäget för Landskronas medeltida gille är magert och vare sig protokoll, skrå (stadgar) eller regalier från gillet självt har bevarats. Dock finns en sigillstamp från 1425 bevarad (nu på Nationalmuseet i Köpenhamn) och gillet finns också omnämnt i Landskronas skrivna stadsprivilegier från 1415. Också i diverse handlingar från Lunds ärkestift finns gillet omnämnt ett antal gånger under 1400-talets senare del. Det sista omnämnandet av det medeltida gillet är från 1516, och man vet inte exakt vilket år det upplöstes. Dock är det rimligt att antaga att detta skedde i och med det allmänna förbud mot helgonanknutna gillen inom Danska riket som utfärdades år 1526 i samband med reformationen.

## Det nutida gillet
På 1930-talet uppstod planer på att återupprätta Landskronagillet. Till initiativtagarna hörde borgmästaren August Munck af Rosenschöld och direktören Sven Nordengren, vilka båda redan tillhörde Sankt Knuts Gille i Lund. Den formella återinvigningen ägde rum den 15 januari 1944 med lundagillets ålderman Lauritz Weibull som fadder. Nya regalier till gillet införskaffades med början 1950, många av dem formgivna av silversmeden Wiven Nilsson.
Under den tid det nyupprättade gillet verkat har runt 1000 bröder och systrar recipierat häri. 

### Åldermän efter återupprättandet
1. August Munck af Rosenschöld 1944–1955
2. Sven Nordengren 1955–1960
3. Carl Theodor Sandström 1960–1965
4. Arne Bengtson 1965–1983
5. Eric Kinberg 1983–1992
6. Lars Grönwall 1992–1996
7. Inge Stoltz 1996–2008
8. Lennart Söderberg 2008–2016
9. Anders Eriksson 2016–2022
10. Henric Molin 2022–

Under många år var Claes Munck af Rosenschöld gillets ceremonimästare.